# Сатюков, Павел Алексеевич
Павел Алексеевич Сатюков (16 (29) июня 1911, село Горки, ныне Варнавинского района Нижегородской области — 17 ноября 1976, Москва) — советский журналист и партийный деятель, главный редактор газеты «Правда» (1956—1964).

## Биография
Родился в семье рабочего. В 1937 г. — окончил Горьковский педагогический институт. В 1939 г. — вступил в ВКП(б).
С 1930 г. на редакционно-журналистской работе.
- 1942 г. — Окончил Высшую партийную школу при ЦК ВКП(б).
- 1942—1946 — в аппарате ЦК ВКП(б),
- 1946—1949 — заместитель главного редактора, главный редактор газеты «Культура и жизнь»,
- 1949—1956 — ответственный секретарь и заместитель главного редактора газеты «Правда»,
- 1956—1961 — член Центральной Ревизионной Комиссии КПСС.
- 1956—1964 — главный редактор газеты «Правда»,
- 1959—1964 — председатель правления Союза журналистов СССР,

Член ЦК КПСС (1961—1966). Депутат Верховного Совета СССР 5, 6 созывов.
Один из советников Хрущёва. Соавтор книги «Лицом к лицу с Америкой. Рассказ о поездке Н. С. Хрущёва в США» (1959). В 1960 получил за эту книгу совместно с другими соавторами Ленинскую премию.
После смещения Н. С. Хрущева карьера Сатюкова резко пошла на спад.
- С 1964 года в журнале «Агитатор»,
- 1964—1971 — ответственный секретарь редакции журнала «Партийная жизнь».

- 1971—1976 — главный редактор научно-популярных и учебных программ Центрального телевидения СССР, сменив на этом посту В. И. Ключанского[2][3].

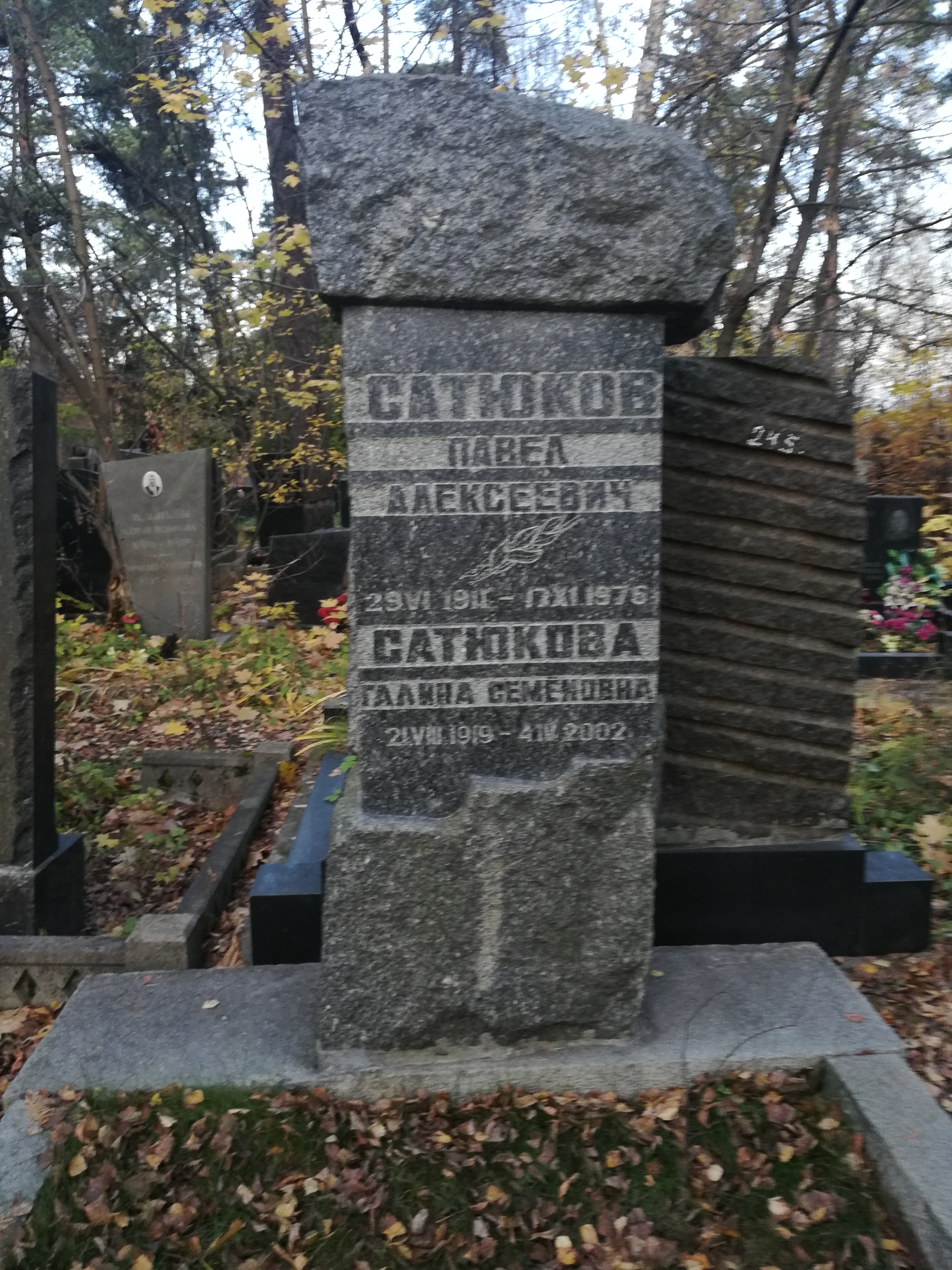
Могила Сатюкова

Похоронен в Москве на Кунцевском кладбище.

## Семья
- Жена — Галина Семёновна Сатюкова (урождённая Летник) (21.08.1919—4.04.2002)[4]

## Награды
- три ордена Ленина (11.01.1958; 28.06.1961; 04.05.1962)[5]
- два ордена Трудового Красного Знамени
- медаль «За трудовую доблесть» (25.12.1959)
- другие медали
- Ленинская премия (1960)

## Интересный факт
В песне Высоцкого «Диалог у телевизора» 1973 года есть слова:

 — Ой, Вань, умру от акробатиков!

Смотри, как вертится, нахал!

Завцеха наш товарищ Са́тюков

Недавно в клубе так скакал.

Возможно, лишь по совпадению именно в это время Павел Алексеевич Сатюков был крупным телевизионным чиновником.